# Unione Sportiva Foggia & Incedit 1967-1968
Questa pagina raccoglie i dati riguardanti l'Unione Sportiva Foggia & Incedit nelle competizioni ufficiali della stagione 1967-1968.

## Stagione
Il Foggia nel 1967-1968 ha partecipato al campionato di Serie B, classificandosi al quarto posto a pari punti con il Bari.
In Coppa Italia la squadra si ferma al primo turno ad opera del Palermo.

## Organigramma societario
Area direttiva
- Presidente: Vincenzo Micucci (dimissionario), poi Antonio Fesce (dal 6 ottobre)

Area tecnica
- Allenatore: Luigi Bonizzoni

## Rosa
| N. |                   | Ruolo | Calciatore             |
| -- | ----------------- | ----- | ---------------------- |
|    | Italia (bandiera) | P     | Giuseppe Moschioni     |
|    | Italia (bandiera) | P     | Gian Nicola Pinotti    |
|    | Italia (bandiera) | P     | Giordano Venturelli    |
|    | Italia (bandiera) | D     | Antonio Bettoni        |
|    | Italia (bandiera) | D     | Bruno Capra            |
|    | Italia (bandiera) | D     | Giovanni Pirazzini     |
|    | Italia (bandiera) | D     | Matteo Rinaldi         |
|    | Italia (bandiera) | D     | Ambrogio Valadè        |
|    | Italia (bandiera) | D     | Giovanni Viazzo        |
|    | Italia (bandiera) | D     | Alberto Vivian         |
|    | Italia (bandiera) | C     | Sebastiano Bottaro     |
|    | Italia (bandiera) | C     | Franco Carrera         |
|    | Italia (bandiera) | C     | Giampiero Dalle Vedove |
|    | Italia (bandiera) | C     | Vincenzo Faleo         |

| N. |                   | Ruolo | Calciatore          |
| -- | ----------------- | ----- | ------------------- |
|    | Italia (bandiera) | C     | Cataldo Gambino     |
|    | Italia (bandiera) | C     | Giancarlo Magi      |
|    | Italia (bandiera) | C     | Giorgio Maioli      |
|    | Italia (bandiera) | C     | Dante Micheli       |
|    | Italia (bandiera) | C     | Luciano Zanardello  |
|    | Italia (bandiera) | C     | Achille Zardo       |
|    | Italia (bandiera) | A     | Claudio Montepagani |
|    | Italia (bandiera) | A     | Cosimo Nocera       |
|    | Italia (bandiera) | A     | Roberto Oltramari   |
|    | Italia (bandiera) | A     | Giuseppe Pavone     |
|    | Italia (bandiera) | A     | Roberto Rolla       |
|    | Italia (bandiera) | A     | Vincenzo Traspedini |
|    | Italia (bandiera) | A     | Serafino Urban      |

## Risultati

### Serie B

#### Girone di andata
| 10 settembre 1967 1ª giornata | Foggia & Incedit | 0 – 0 | Catanzaro |  |

| 17 settembre 1967 2ª giornata | Reggina | 3 – 2 | Foggia & Incedit |  |

| 21 ottobre 1945 3ª giornata | IPAS Foggia | 2 – 1 | Potenza |  |

| 1º ottobre 1967 4ª giornata | Bari | 2 – 2 | Foggia & Incedit |  |

| 15 ottobre 1967 6ª giornata | Reggiana | 1 – 1 | Foggia & Incedit |  |

| 22 ottobre 1967 7ª giornata | Foggia & Incedit | 0 – 1 | Monza |  |

| 29 ottobre 1967 8ª giornata | Foggia & Incedit | 0 – 1 | Padova |  |

| 5 novembre 1967 9ª giornata | Verona | 2 – 0 | Foggia & Incedit |  |

| 23 dicembre 1945 10ª giornata | Venezia | 0 – 1 | IPAS Foggia |  |

| 19 novembre 1967 11ª giornata | Foggia & Incedit | 1 – 0 | Catania |  |

| 26 novembre 1967 12ª giornata | Foggia & Incedit | 1 – 0 | Perugia |  |

| 3 dicembre 1967 13ª giornata | Genoa | 1 – 1 | Foggia & Incedit |  |

| 23 dicembre 1945 14ª giornata | IPAS Foggia | 2 – 1 | Pisa |  |

| 17 dicembre 1967 15ª giornata | Foggia & Incedit | 2 – 1 | Messina |  |

| 24 dicembre 1967 16ª giornata | Lecco | 1 – 1 | Foggia & Incedit |  |

| 31 dicembre 1967 17ª giornata | Modena | 1 – 1 | Foggia & Incedit |  |

| 21 aprile 1946 18ª giornata | Foggia | 3 – 1 | Novara |  |

| 14 gennaio 1968 19ª giornata | Livorno | 0 – 0 | Foggia & Incedit |  |

| 21 gennaio 1968 20ª giornata | Foggia & Incedit | 0 – 0 | Lazio |  |

| 28 gennaio 1968 21ª giornata | Palermo | 1 – 1 | Foggia & Incedit |  |

#### Girone di ritorno
| 4 febbraio 1968 22ª giornata | Catanzaro | 1 – 1 | Foggia & Incedit |  |

| 11 febbraio 1968 23ª giornata | Foggia & Incedit | 2 – 1 | Reggina |  |

| 18 febbraio 1968 24ª giornata | Potenza | 1 – 2 | Foggia & Incedit |  |

| 25 febbraio 1968 25ª giornata | Foggia & Incedit | 1 – 1 | Bari |  |

| 10 marzo 1968 27ª giornata | Foggia & Incedit | 1 – 2 | Reggiana |  |

| 17 marzo 1968 28ª giornata | Monza | 1 – 1 | Foggia & Incedit |  |

| 24 marzo 1968 29ª giornata | Padova | 1 – 2 | Foggia & Incedit |  |

| 31 marzo 1968 30ª giornata | Foggia & Incedit | 1 – 0 | Verona |  |

| 7 aprile 1968 31ª giornata | Foggia & Incedit | 1 – 1 | Venezia |  |

| 14 aprile 1968 32ª giornata | Catania | 0 – 0 | Foggia & Incedit |  |

| 21 aprile 1968 33ª giornata | Perugia | 0 – 1 | Foggia & Incedit |  |

| 28 aprile 1968 34ª giornata | Foggia & Incedit | 1 – 0 | Genoa |  |

| 5 maggio 1968 35ª giornata | Pisa | 1 – 0 | Foggia & Incedit |  |

| 12 maggio 1968 36ª giornata | Messina | 1 – 0 | Foggia & Incedit |  |

| 19 maggio 1968 37ª giornata | Foggia & Incedit | 0 – 0 | Lecco |  |

| 26 maggio 1968 38ª giornata | Foggia & Incedit | 2 – 1 | Modena |  |

| 2 giugno 1968 39ª giornata | Novara | 0 – 0 | Foggia & Incedit |  |

| 9 giugno 1968 40ª giornata | Foggia & Incedit | 2 – 2 | Livorno |  |

| 16 giugno 1968 41ª giornata | Lazio | 1 – 0 | Foggia & Incedit |  |

| 23 giugno 1968 42ª giornata | Foggia & Incedit | 1 – 0 | Palermo |  |

## Statistiche

### Statistiche di squadra
| Competizione | Punti | In casa | In casa | In casa | In casa | In casa | In casa | In trasferta | In trasferta | In trasferta | In trasferta | In trasferta | In trasferta | Totale | Totale | Totale | Totale | Totale | Totale | DR |
| Competizione | Punti | G       | V       | N       | P       | Gf      | Gs      | G            | V            | N            | P            | Gf           | Gs           | G      | V      | N      | P      | Gf     | Gs     | DR |
| ------------ | ----- | ------- | ------- | ------- | ------- | ------- | ------- | ------------ | ------------ | ------------ | ------------ | ------------ | ------------ | ------ | ------ | ------ | ------ | ------ | ------ | -- |
| Serie B      | 47    | 20      | 11      | 6       | 3       | 23      | 14      | 20           | 4            | 11           | 5            | 17           | 19           | 40     | 15     | 17     | 8      | 40     | 33     | +7 |
| Coppa Italia |       | -       | -       | -       | -       | -       | -       | 1            | 0            | 0            | 1            | 0            | 1            | 1      | 0      | 0      | 1      | 0      | 1      | -1 |
| Totale       |       | 20      | 11      | 6       | 3       | 23      | 14      | 21           | 4            | 11           | 6            | 17           | 20           | 41     | 15     | 17     | 9      | 40     | 34     | +6 |

### Statistiche dei giocatori
| Giocatore       | Serie B  | Serie B | Coppa Italia | Coppa Italia | Totale   | Totale |
| Giocatore       | Presenze | Reti    | Presenze     | Reti         | Presenze | Reti   |
| --------------- | -------- | ------- | ------------ | ------------ | -------- | ------ |
| A. Bettoni      | 6        | 0       | 1            | 0            | 7        | 0      |
| B. Capra        | 31       | 0       | -            | -            | 31       | 0      |
| F. Carrera      | 5        | 0       | -            | -            | 5        | 0      |
| G. Dalle Vedove | 23       | 0       | 1            | 0            | 24       | 0      |
| V. Faleo        | 6        | 0       | 1            | 0            | 7        | 0      |
| C. Gambino      | 28       | 2       | -            | -            | 28       | 2      |
| G. Magi         | 15       | 0       | 1            | 0            | 16       | 0      |
| G. Maioli       | 36       | 3       | -            | -            | 36       | 3      |
| D. Micheli      | 6        | 1       | -            | -            | 6        | 1      |
| C. Montepagani  | 4        | 0       | 1            | 0            | 5        | 0      |
| G. Moschioni    | 23       | -22     | 1            | -1           | 24       | -23    |
| C. Nocera       | 9        | 4       | 1            | 0            | 10       | 4      |
| R. Oltramari    | 33       | 4       | 1            | 0            | 34       | 4      |
| G. Pavone       | 1        | 0       | -            | -            | 1        | 0      |
| G. Pinotti      | 17       | -11     | -            | -            | 17       | -11    |
| G. Pirazzini    | 35       | 0       | -            | -            | 35       | 0      |
| M. Rinaldi      | 13       | 0       | -            | -            | 13       | 0      |
| R. Rolla        | 31       | 7       | -            | -            | 31       | 7      |
| V. Traspedini   | 36       | 17      | -            | -            | 36       | 17     |
| S. Urban        | 2        | 0       | 1            | 0            | 3        | 0      |
| A. Valadè       | 36       | 0       | 1            | 0            | 37       | 0      |
| A. Vivian       | 30       | 0       | 1            | 0            | 31       | 0      |
| L. Zanardello   | 11       | 1       | -            | -            | 11       | 1      |
| A. Zardo        | 3        | 0       | 1            | 0            | 4        | 0      |